# Großvargula
Großvargula é um município da Alemanha, situado no distrito de Unstrut-Hainich, no estado da Turíngia. Tem 15,19 km² de área, e sua população em 2019 foi estimada em 701 habitantes.